# Filmografie Kennetha Branagha

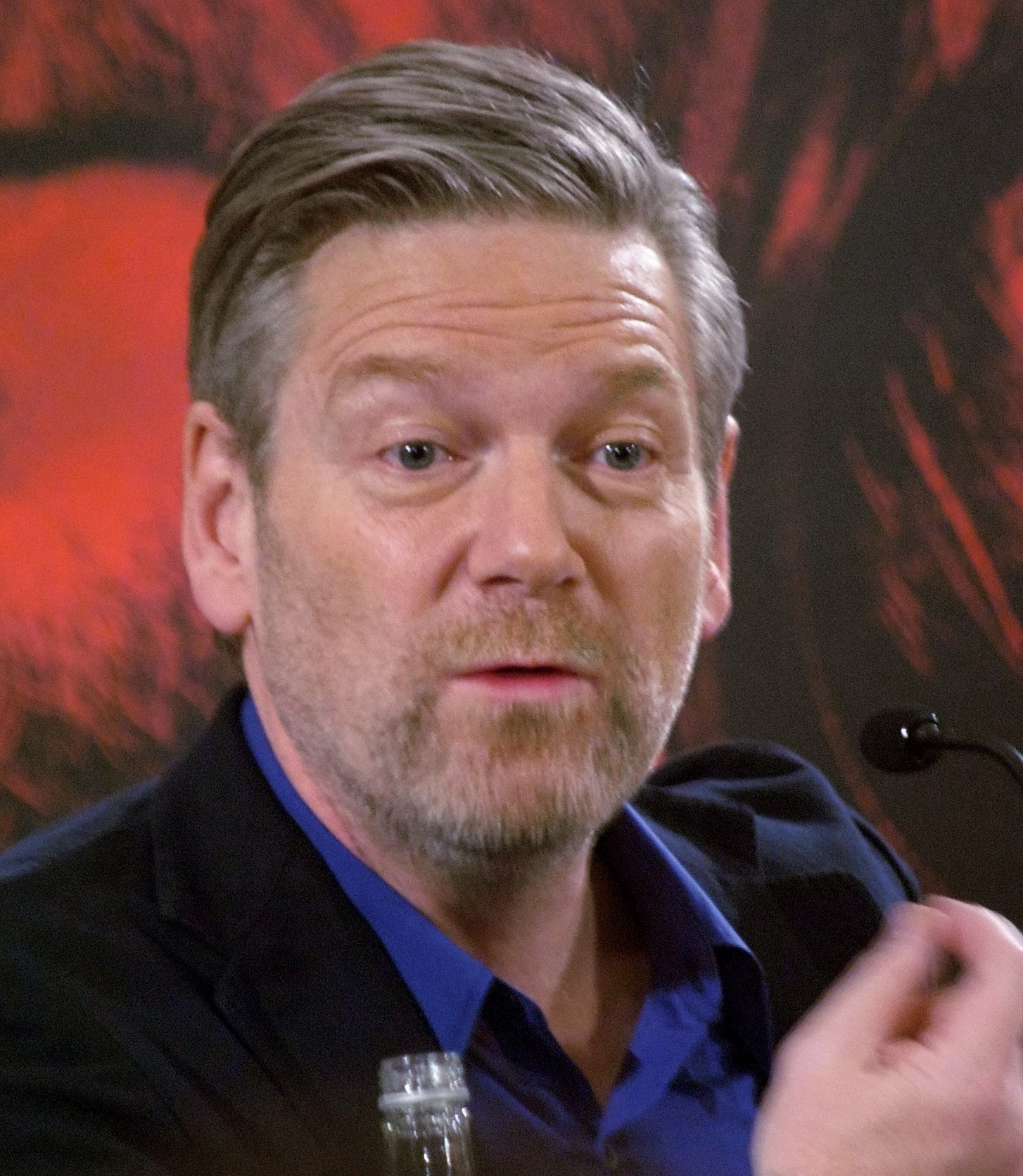
Kenneth Branagh v dubnu 2011

Toto je filmografie Kennetha Branagha.

## Herec

### Film
| Rok  | Název                          | Role                              | Poznámka    |
| ---- | ------------------------------ | --------------------------------- | ----------- |
| 1981 | Ohnivé vozy                    | student                           |             |
| 1987 | Měsíc na venkově               | James Moon                        |             |
| 1987 | Letní sezóna                   | Rick                              |             |
| 1989 | Jindřich V.                    | Jindřich V.                       |             |
| 1991 | Znovu po smrti                 | Mike Church / Roman Strauss       |             |
| 1992 | Petrovi přátelé                | Andrew Benson                     |             |
| 1993 | Mnoho povyku pro nic           | Benedick                          |             |
| 1993 | Swing Kids                     | Herr Knopp, Gestapo               |             |
| 1994 | Frankenstein                   | Victor Frankenstein               |             |
| 1995 | Othello                        | Jago                              |             |
| 1996 | Hamlet                         | Hamlet                            |             |
| 1998 | Perníkový dědek                | Rick Magruder                     |             |
| 1998 | Teorie létání                  | Richard                           |             |
| 1998 | Celebrity                      | Lee Simon                         |             |
| 1998 | Zakázaná touha                 | otec Michael McKinnon             |             |
| 1998 | The Dance of Shiva             | plukovník Evans                   | krátký film |
| 1999 | Alien Love Triangle            | Steven Chesterman                 | krátký film |
| 1999 | Wild Wild West                 | dr. Arliss Loveless               |             |
| 2000 | Marná lásky snaha              | Berowne                           |             |
| 2000 | Eldorádo                       | Miguel                            | dabing      |
| 2000 | Zab tu mrchu!                  | Peter McGowen                     |             |
| 2000 | Periwig Maker                  | The Periwig Maker                 | krátký film |
| 2001 | Schneider's 2nd Stage          | Joseph Barnett                    | krátký film |
| 2001 | Konference ve Wannsee          | Reinhard Heydrich                 | TV film     |
| 2002 | Rabbit-Proof Fence             | A. O. Neville                     |             |
| 2002 | Harry Potter a Tajemná komnata | Zlatoslav Lockhart                |             |
| 2002 | 5 dětí a To                    | strýc Albert                      |             |
| 2007 | Sleuth                         | muž v televizi                    |             |
| 2008 | Valkýra                        | Henning von Tresckow              |             |
| 2009 | Piráti na vlnách               | Sir Alistair Dormandy             |             |
| 2011 | Můj týden s Marilyn            | Laurence Olivier                  |             |
| 2012 | Stars in Shorts                | Mark Snow                         |             |
| 2014 | Jack Ryan: V utajení           | Viktor Cherevin                   |             |
| 2016 | Mindhorn                       | sám sebe                          |             |
| 2017 | Dunkerk                        | komandér Bolton                   |             |
| 2017 | Vražda v Orient expresu        | Hercule Poirot                    |             |
| 2018 | Avengers: Infinity War         | hlas v asgardském tísňovém volání | hlas        |
| 2018 | Vše je pravdivé                | William Shakespeare               |             |
| 2020 | Tenet                          | Andrei Sator                      |             |
| 2022 | Fireheart                      | Shawn Nolan                       | hlas        |
| 2022 | Smrt na Nilu                   | Hercule Poirot                    |             |
| 2023 | Oppenheimer                    | Niels Bohr                        |             |
| 2023 | Přízraky v Benátkách           | Hercule Poirot                    |             |

### Televize
| Rok       | Název                      | Role                        | Poznámka    |
| --------- | -------------------------- | --------------------------- | ----------- |
| 1982      | Play for Tomorrow          | student                     | 1 díl       |
| 1982      | Play for Today             | Billy Martin                | 3 díly      |
| 1983      | To the Lighthouse          | Charles Tansley             | TV film     |
| 1983      | Maybury                    | Robert Clyde Moffat         | 2 díly      |
| 1984      | The Boy in the Bush        | Jack Grant                  | minisérie   |
| 1985      | Coming Through             | D. H. Lawrence              | TV film     |
| 1987      | The Lady's Not for Burning | Thomas Mendip               | TV film     |
| 1987      | Lorna                      | Billy                       | TV film     |
| 1987      | Theatre Night              | Oswald                      | 1 díl       |
| 1987      | Fortunes of War            | Guy Pringle                 | 7 dílů      |
| 1988      | Thompson                   | několik rolí                | 6 dílů      |
| 1988      | American Playhouse         | Gordan Evans                | 1 díl       |
| 1989      | Look Back in Anger         | Jimmy Porter                | TV film     |
| 1995      | The Shadow of a Gunman     | Donal Davoren               | 1 díl       |
| 2001      | Konference ve Wannsee      | Reinhard Heydrich           | TV film     |
| 2002      | Shackleton                 | Sir Ernest Henry Shackleton | TV film     |
| 2005      | Warm Springs               | Franklin D. Roosevelt       | TV film     |
| 2006      | Lunar Jim                  | Eco                         | 92 dílů     |
| 2008      | 10 Days to War             | plukovník Tim Collins       | 1 díl       |
| 2008–2016 | Wallander                  | Kurt Wallander              | 12 dílů     |
| 2018      | Zpupný krákal              | Colin / Cizinec             | 1 díl       |
| 2022      | This England               | Boris Johnson               | hlavní role |

### Vypravěč
| Rok  | Název                              | Poznámka                 |
| ---- | ---------------------------------- | ------------------------ |
| 1995 | Anne Frank Remembered              | dokumentární film        |
| 1995 | Evropský film: Jiný Hollywood      | 6 dílů                   |
| 1997 | Great Composers                    | 7 dílů                   |
| 1998 | Studená válka                      | 24 dílů                  |
| 1999 | Putování s dinosaury               | 6 dílů                   |
| 2001 | The Science of Walking with Beasts | 2 díly                   |
| 2001 | Balada o Allosaurovi               | 2 díly                   |
| 2001 | Putování s pravěkými zvířaty       | 6 dílů                   |
| 2002 | The Tramp and the Dictator         | dokumentární film        |
| 2003 | První světová válka v barvě        | 6 dílů                   |
| 2005 | Putování s pravěkými monstry       | 3 díly                   |
| 2005 | Goebbelsův pokus                   | dokumentární film        |
| 2005 | IMAX: Galapagos                    | krátký dokumentární film |
| 2006 | The American Experience            | 1 díl                    |
| 2011 | Na slovíčko s básničkou            | 1 díl                    |

## Režisér
| Rok  | Název                   | Poznámka    |
| ---- | ----------------------- | ----------- |
| 1989 | Jindřich V.             |             |
| 1991 | Znovu po smrti          |             |
| 1992 | Petrovi přátelé         |             |
| 1992 | Swan Song               | krátký film |
| 1993 | Mnoho povyku pro nic    |             |
| 1994 | Frankenstein            |             |
| 1995 | Za zimního slunovratu   |             |
| 1996 | Hamlet                  |             |
| 2000 | Marná lásky snaha       |             |
| 2003 | Listening               | krátký film |
| 2006 | Jak se Vám líbí         |             |
| 2006 | Kouzelná flétna         |             |
| 2007 | Sleuth                  |             |
| 2011 | Thor                    |             |
| 2014 | Jack Ryan: V utajení    |             |
| 2015 | Popelka                 |             |
| 2017 | Vražda v Orient expresu |             |
| 2018 | Vše je pravdivé         |             |
| 2020 | Artemis Fowl            |             |
| 2021 | Belfast                 |             |
| 2022 | Smrt na Nilu            |             |
| 2023 | Přízraky v Benátkách    |             |

## Scenárista
| Rok  | Název                 | Poznámka    |
| ---- | --------------------- | ----------- |
| 1989 | Jindřich V.           |             |
| 1992 | Petrovi přátelé       |             |
| 1993 | Mnoho povyku pro nic  |             |
| 1995 | Za zimního slunovratu |             |
| 1996 | Hamlet                |             |
| 2000 | Marná lásky snaha     |             |
| 2003 | Listening             | krátký film |
| 2006 | Jak se Vám líbí       |             |
| 2006 | Kouzelná flétna       |             |
| 2021 | Belfast               |             |

## Producent
| Rok  | Název                   | Poznámka |
| ---- | ----------------------- | -------- |
| 1993 | Mnoho povyku pro nic    |          |
| 2000 | Marná lásky snaha       |          |
| 2006 | Jak se Vám líbí         |          |
| 2007 | Sleuth                  |          |
| 2017 | Vražda v Orient expresu |          |
| 2020 | Artemis Fowl            |          |
| 2021 | Belfast                 |          |
| 2022 | Smrt na Nilu            |          |
| 2023 | Přízraky v Benátkách    |          |